# Jüdischer Friedhof (Stade)
Der jüdische Friedhof in der Hansestadt Stade im niedersächsischen Landkreis Stade ist ein Baudenkmal. Auf dem Friedhof an der Albert-Schweitzer-Straße sind drei Mazevot (Grabsteine) erhalten.

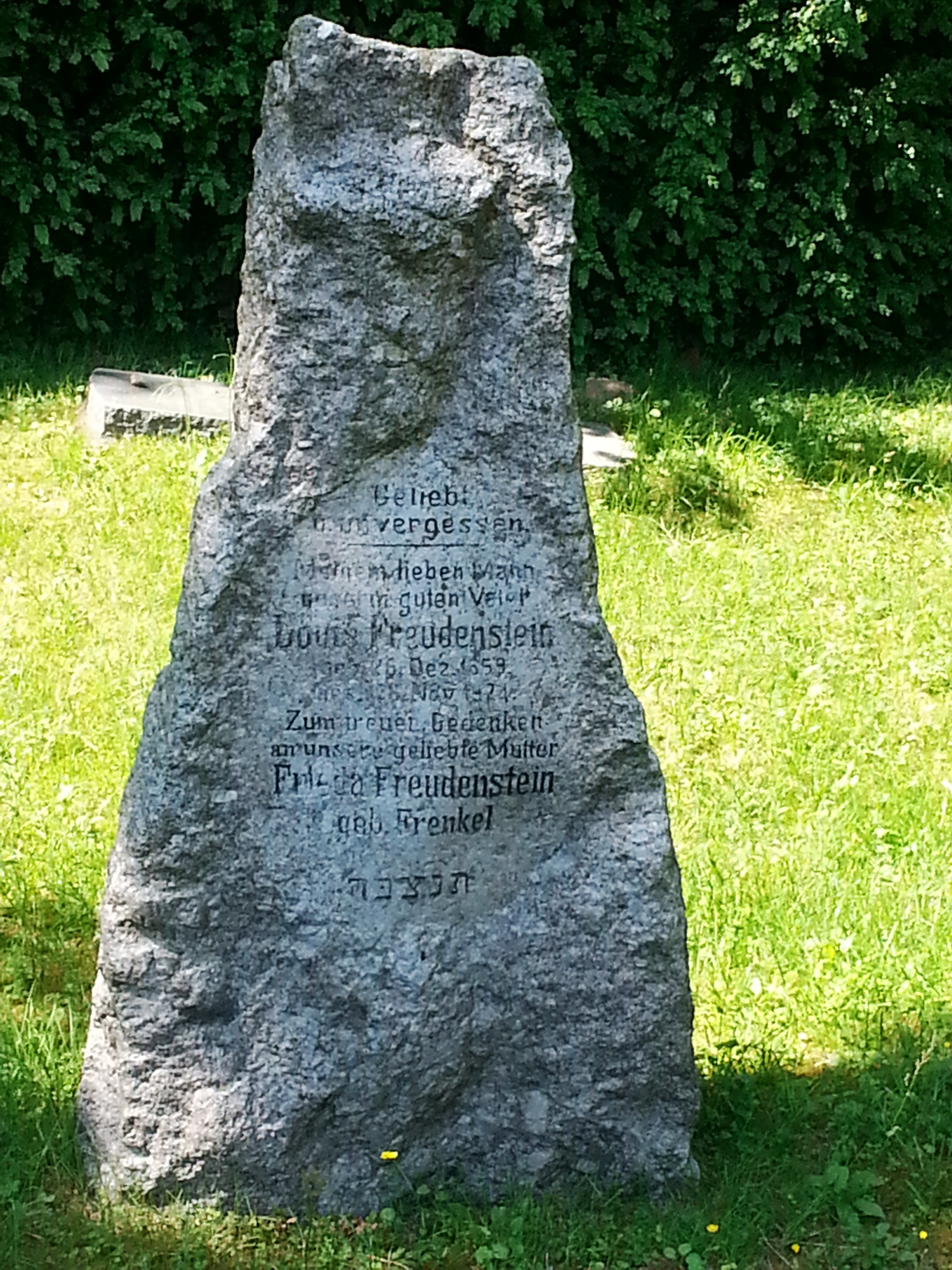
Mazevah der Eheleute Louis Freudenstein und Frieda, geb. Frenkel

## Geschichte
Der Friedhof wurde von 1824 bis zum Jahr 1940 belegt. In diesem Jahr standen auf dem Friedhof noch 30 Grabsteine. Im gleichen Jahr wurde der Friedhof von den städtischen Behörden abgeräumt. Nur drei Steine blieben stehen. Hans Wohltmann fotografierte die 1940 abgeräumten Steine im Juli 1943 im Auftrag des Reichsinstituts für die Geschichte des neuen Deutschland. Dabei wurden jedoch nur 13 Steine aus der Zeit vor 1874 berücksichtigt.